# Takada Dojo
Takada Dojo (高田道場 Takada Dojo?) es una academia de artes marciales mixtas (MMA) con base en Japón, fundada en 1998 por Nobuhiko Takada. Aunque principalmente basado en shoot wrestling, Takada Dojo ha contado también con miembros de estilos tan diversos como judo, kárate y más tarde jiu-jitsu brasileño, y estuvo vinculada estrechamente con la empresa PRIDE Fighting Championships durante el tiempo de actividad de esta última.

## Miembros famosos
- Daijiro Matsui
- Kazuhiro Hamanaka
- Kazushi Sakuraba
- Kazuyuki Fujita
- Kensaku Nakamura
- Masaaki Satake
- Masakazu Takafuji
- Minoru Toyonaga
- Motomare Takahashi
- Naoki Sano
- Nobuhiko Takada
- Pawel Nastula
- Ricco Rodríguez
- Ryuichi Murata
- Shungo Oyama
- Takenori Sato
- Wataru Takahashi
- Yoon Dong-Sik
- Yoshihisa Yamamoto
- Yosuke Nishijima
- Yujiro Kushida
- Yusuke Imamura